# 18. Wahl des deutschen Bundespräsidenten
Die 18. Wahl des deutschen Bundespräsidenten durch die Bundesversammlung muss spätestens am 18. Februar 2027 stattfinden, also 30 Tage vor dem Ablauf der zweiten – und damit letzten – fünfjährigen Amtszeit des amtierenden Bundespräsidenten Frank-Walter Steinmeier am 18. März 2027.

## Zusammensetzung der Bundesversammlung
Die Bundesversammlung setzt sich nach Art. 54 Abs. 3 GG aus den Mitgliedern des Deutschen Bundestages und einer gleichen Anzahl von Delegierten zusammen, die von den Landesparlamenten nach den Grundsätzen der Verhältniswahl gewählt werden. Gemäß dem 2023 verabschiedeten Bundestagswahlrecht ist die Zahl der Mitglieder des Deutschen Bundestages auf regulär 630 festgeschrieben. Die Verteilung der 630 von den einzelnen Landesparlamenten zu wählenden Mitglieder hängt von den Bevölkerungszahlen der Länder ab, dabei bleiben Ausländer (§ 2 Abs. 1 des Aufenthaltsgesetzes) unberücksichtigt. Das Verfahren regelt das Gesetz über die Wahl des Bundespräsidenten durch die Bundesversammlung.
Die Länderparlamente wählen Delegierte für die Bundesversammlung nicht nur unter ihren Abgeordneten aus, sondern auch Prominente und andere Bürger.

## Ausgangslage
Der amtierende Bundespräsident Frank-Walter Steinmeier kann bei dieser Wahl nicht wiedergewählt werden, da er die in Art. 54 Abs. 2 GG vorgegebene Anzahl von maximal zwei aufeinanderfolgenden Amtszeiten erreicht hat.
Der aussichtsreichste Vorschlag eines Kandidaten für das Amt des Bundespräsidenten wird in der Regel durch die regierungstragenden Bundestagsfraktionen oder gemeinsam von Regierung und (Teilen der) Opposition eingebracht. Gemäß Grundgesetz ist jeder Deutsche wählbar, der das Wahlrecht zum Bundestag besitzt und das vierzigste Lebensjahr vollendet hat.

## Kandidaten

### Gesellschaftliche Debatte im Vorfeld
Die Diskussionen und Spekulationen im Vorfeld der Wahl deuten auf eine gesellschaftliche Debatte. „Eine Bundespräsidentin wäre eine Ermunterung für viele Frauen in Deutschland und darüber hinaus“, sagte die Ministerpräsidentin von Rheinland-Pfalz, Malu Dreyer (SPD), im März 2024.
Schon vor der letzten Wahl im Jahr 2022 wurde die Tatsache, dass es bisher noch keine Frau im Amt des Bundespräsidenten gab, breit diskutiert. Der damals für eine zweite Amtszeit kandidierende Bundespräsident Frank-Walter Steinmeier erfuhr allerdings über ein breites politisches Spektrum hinweg Unterstützung. Bisher hatten diejenigen Frauen, die für das Amt kandidierten, meist schon aufgrund der jeweils vorherrschenden Mehrheitsverhältnisse keine Aussicht auf Erfolg.